# Gare de triage et ateliers SNCF de Perrigny

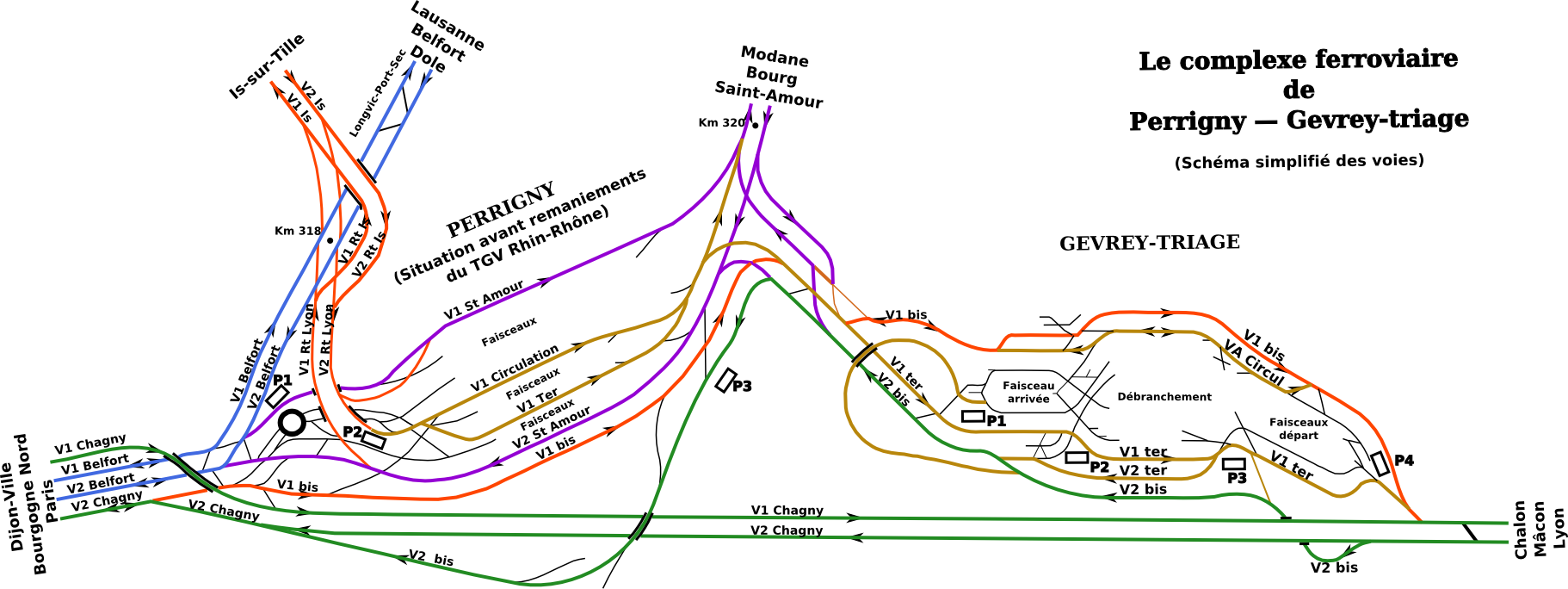
A pályaudvar sematikus vágányhálózata

Gare de triage et ateliers SNCF de Perrigny egy vasúti teherpályaudvar Franciaországban, Dijon közelében.

## Vasútvonalak
Az állomást az alábbi vasútvonalak érintik:
- Párizs–Marseille-vasútvonal
- Dijon-Ville-Saint-Amour-vasútvonal

## Kapcsolódó állomások
A vasútállomáshoz az alábbi állomások vannak a legközelebb: